# Château de Wintrange

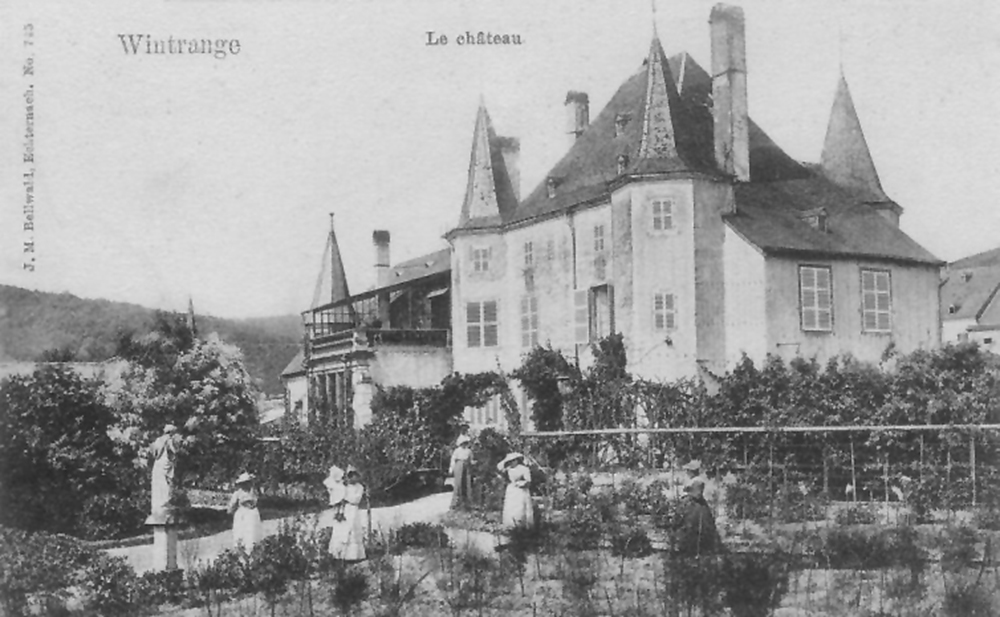
Das Schloss um 1900

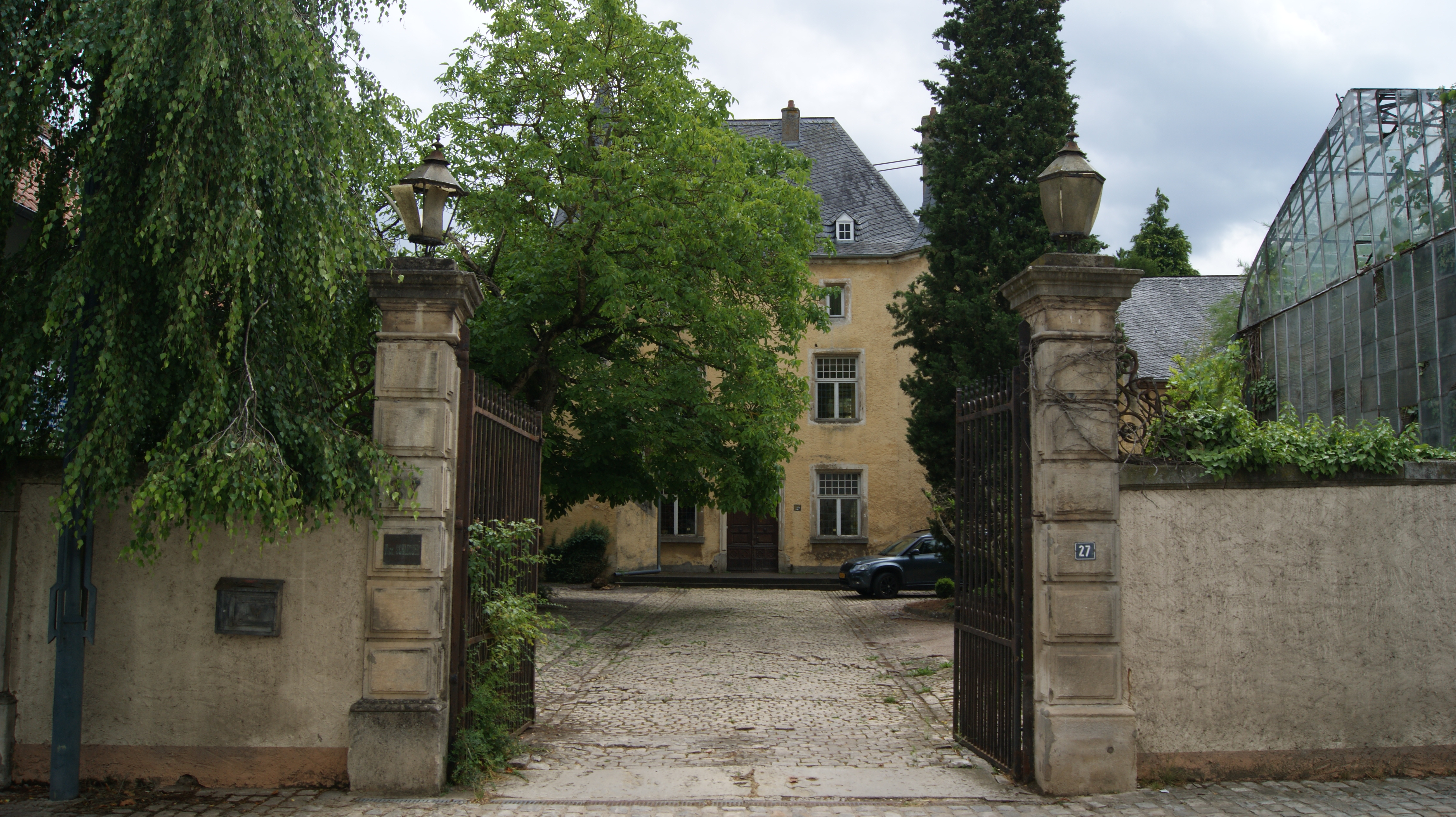
Wintrange Castle (2019)

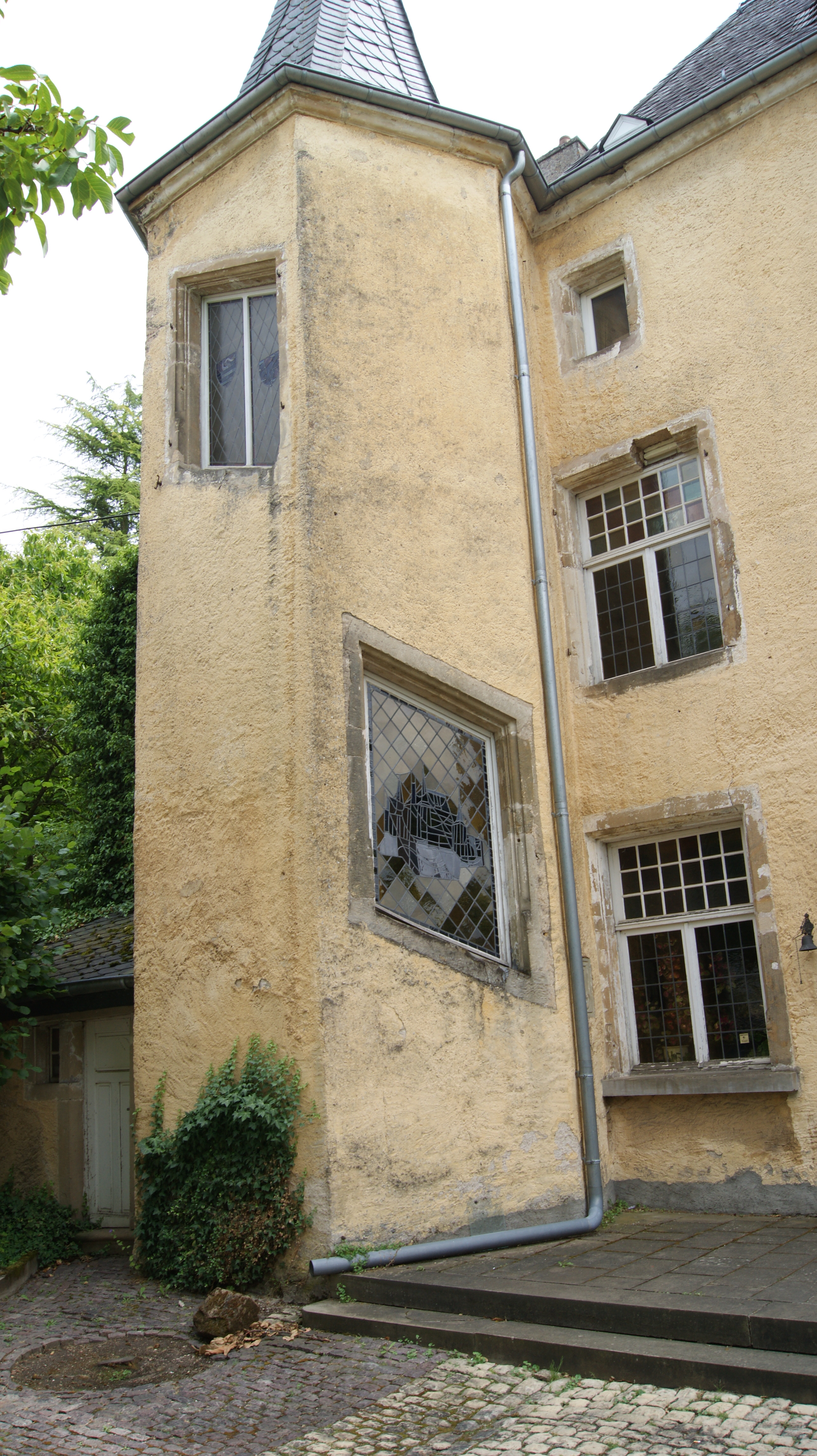
Detail Treppenturm

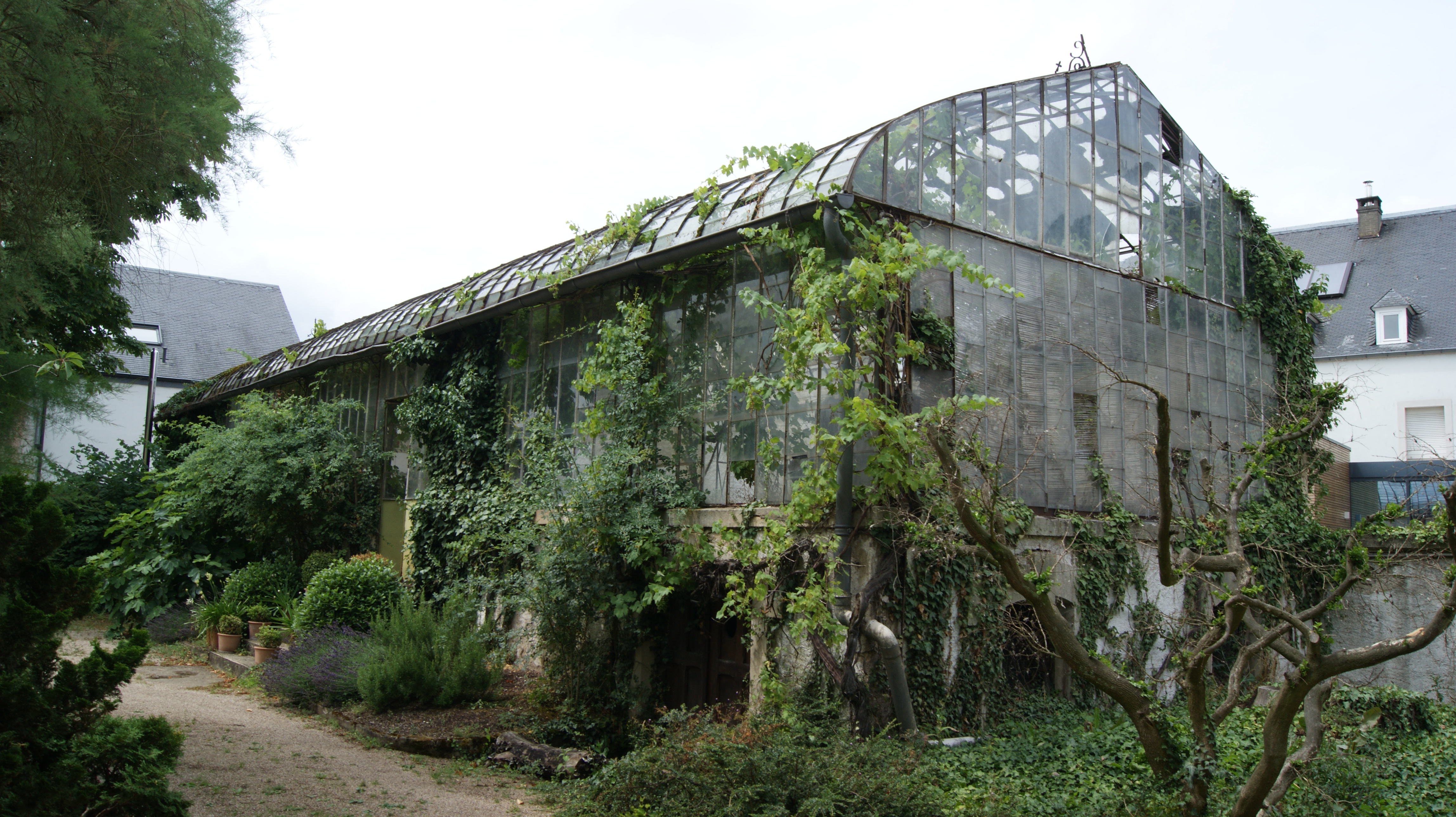
Orangerie

Das Château de Wintrange (lux.: Schlass Wëntreng, dt.: Schloss Wintringen) ist das bedeutendste geschichtliche Bauwerk im Dorf Wintringen (lux.: Wëntreng, frz: Wintrange). Es ist im Privatbesitz.
Das Schloss, die Orangerie und der Park können für Veranstaltungen und Filmaufnahmen gemietet werden. Diese sind ansonsten nicht öffentlich zugänglich.

## Lage
Das 1610 erbaute Gebäude im Renaissancestil steht im Zentrum von Wintringen. Es ist von einem etwa 1,5 ha großen Privatpark umgeben. Das umliegende Grundstück war im 17. Jahrhundert viel größer als heute und wurde selbst bewirtschaftet. Angrenzend an das Anwesen befindet sich das Vogelschutzgebiet Haff Remich und der Nationalpark mit Seen und Teichen, die sich bis zur Mosel erstrecken.

## Geschichte
Der Name Wintrange wurde erstmals 987 n. Chr. schriftlich dokumentiert. Das Château de Wintrange wurde 1610 von Alexandre de Musset, Edler von Foetz, erbaut. Das Hauptgebäude mit den vier Türmen hat sich in den letzten vier Jahrhunderten kaum verändert. Während des Dreißigjährigen Krieges (1618–1648) kamen Verteidigungswerke hinzu. 
Im 18. Jahrhundert wurde die angebaute Scheune mit dem 5. Turm als zusammenhängender Anbau errichtet. Die Scheune wurde hauptsächlich als Pferdestall genutzt.
In den 1930er Jahren entdeckte der Industrielle Nick Schlesser († 1952) das Schloss, als er in den umliegenden Wäldern jagte. Er kaufte es 1938 von Gisbert de Witt.
Die Burg wurde im Zweiten Weltkrieg schwer beschädigt. Anfangs waren deutsche, dann amerikanische Soldaten im Schloss stationiert. Es wurde von den Nachkommen von Nick Schlesser restauriert. Insgesamt hat das Schloss im Laufe der Jahrhunderte 18 Mal den Eigentümer gewechselt. Am 6. Juli 2016 wurde das Schloss in die Liste der nationalen Monumente der Gemeinde Schengen aufgenommen. Das Schloss wird aktuell (2019) zum Verkauf um Euro 5.200.000,00 angeboten.

## Gebäude und Liegenschaft
Das Hauptgebäude hat eine Wohnfläche von etwa 550 m². Das Erdgeschoss etwa 200 m², das erste und zweite Obergeschoss etwa 150 m² bzw. 130 m². Darüber befindet sich ein Dachboden mit etwa 140 m². Es befinden sich im Hauptgebäude 21 Zimmer, davon zehn Schlafzimmer. Ein Anbau umfasst etwa 140 m², mit der Möglichkeit weitere Stockwerke hinzuzufügen.
Im ummauerten Park befinden sich über 240 verschiedene Bäume. Die Orangerie hat zwei getrennte Etagen und zwei Keller im Innenhof. Im Park befindet sich ein weiteres Gewächshaus.